# Michele Abruzzo
Michele Abruzzo (n. 29 decembrie 1904, Sciacca, Sicilia, Regatul Italiei – d. 17 noiembrie 1996, Catania, Italia) a fost un actor italian.

## Biografie
Actor cu multiple fațete, Abruzzo a debutat la doar 12 ani ca actor în compania teatrală a lui Giovanni Grasso. După moartea lui Angelo Musco (1938) el a format, împreună cu Rosina Anselmi, o mare companie teatrală care a efectuat turnee în cele mai prestigioase teatre din Italia. Considerat adesea ca urmaș al aceluiași Musco, el i-a preluat repertoriul (de exemplu Liolà de Luigi Pirandello) și l-a îmbogățit cu noi piese scrise de diverși autori în mod special pentru el. A fost apreciat de cei mai mari critici italieni (printre care Renato Simoni) pentru interpretările dramatice strălucite care l-au situat printre actorii cei mai talentați și expresivi de pe scena teatrelor italiene din acei ani.
A fost decorat cu Marea Cruce a Sfinților Maurizio și Lazzaro în grad de cavaler, o înaltă distincție conferită de președintele Republicii Italiene pentru meritele sale artistice, și a primit numeroase premii, cum ar fi „Telamon” și „Pirandello”. În anii 1950 a ieșit din asocierea cu Anselmi și a format propria lui companie. În 1952 a fondat, împreună cu Turi Ferro, care i-a fost elev, Umberto Spadaro, Rosolino Bua și Rosina Anselmi, Ente Teatro di Sicilia și apoi, în 1958, Teatro Stabile din Catania. Și-a anunțat retragerea în 1979, dar a revenit pe scenă în 1989, la vârsta de 85 de ani.
După debutul în tinerețe în filmul mut 'A legge, regizat de Elvira Notari (1920), a debutat în cinematografia sonoră ca protagonist al filmului L'ha fatto una signora (1938) al lui Mario Mattoli, jucând alături de Rosina Anselmi. Ulterior, până în anii 1970, a obținut aproape întotdeauna roluri secundare în filmele italiene. În 1984 a interpretat rolul procurorului Scardona în prima parte a miniserialului TV Caracatița, regizată de Damiano Damiani.

## Filmografie

### Filme de cinema
- 'A legge, regia: Elvira Notari (1920)
- L'ha fatto una signora, regia: Mario Mattoli (1938)
- I cavalieri dalle maschere nere (I Beati Paoli), regia: Pino Mercanti (1947)
- Ho scelto l'amore, regia: Mario Zampi (1952)
- Il mondo sarà nostro (El expreso de Andalucía), regia: Francisco Rovira Beleta (1955)
- Classe di ferro, regia: Turi Vasile (1957)
- La trovatella di Pompei, regia: Giacomo Gentilomo (1957)
- Pastasciutta nel deserto, regia: Carlo Ludovico Bragaglia (1961)
- Mare matto, regia: Renato Castellani (1963)
- Made in Italy, episoadele Il lavoro și Il laureato in legge, regia: Nanni Loy (1965)
- Un caso di coscienza, regia: Giovanni Grimaldi (1969)
- La violenza: quinto potere, regia: Florestano Vancini (1972)
- Il caso Pisciotta, regia: Eriprando Visconti (1972)
- Mio Dio, come sono caduta in basso!, regia: Luigi Comencini (1974)
- La sbandata, regia: Alfredo Malfatti (1974)
- Il fidanzamento, regia: Giovanni Grimaldi (1975)

### Film de televiziune
- Caracatița, regia: Damiano Damiani (1984)

## Premii
- 1987 „Re D'Argento” Dagala del Re Santa Venerina CT.

## Legături externe
- Michele Abruzzo la Internet Movie Database